# Nambulite
La nambulite è un minerale: ha preso il nome dal mineralogista giapponese Matsuo Nambu . Appartiene ai silicati di manganese.
È stato rinvenuto nelle montagne di Kitakami nel Nord-Est del Giappone, nelle montagne di Otavi nel Nord della Namibia e nel distretto di Urucum nello stato del Mato Grosso do Sul in Brasile  ed a Tirodi nel Sausar, un territorio del Distretto di Chhindwara, stato del Madhya Pradesh, situato nell'India centrale.